# Шизофрения и курение сигарет
Шизофрения и курение табака тесно связаны. Исследования, проведённые в 20 странах, показывают, что люди с шизофренией гораздо более склонны к курению, чем люди, не страдающие этим заболеванием. Например, в Соединённых Штатах Америки курят 90 % или более людей с диагнозом «шизофрения», по сравнению с 20 % населения в целом в 2006 году.
Несмотря на то, что хорошо известно, что курение более распространено среди людей с шизофренией, чем среди населения в целом, а также среди людей с другими психиатрическими диагнозами, в настоящее время нет окончательного объяснения этой разницы. Было предложено множество социальных, психологических и биологических объяснений, но сегодня исследования сосредоточены в области нейробиологии.
Повышенный уровень курения среди людей с шизофренией имеет ряд серьёзных последствий, в том числе повышенный уровень смертности, повышенный риск сердечно-сосудистых заболеваний, снижение эффективности лечения и большие финансовые трудности. Исследования также показали, что среди мужского населения расстройство шизофренического спектра подвергает пациента риску чрезмерного употребления табака. В результате исследователи считают, что для специалистов в области психического здоровья важно бороться с курением среди людей с шизофренией.

## Причины
Был предложен ряд теорий, объясняющих повышенный уровень курения среди людей с шизофренией.

### Психологические и социальные теории
Было предложено несколько психологических и социальных объяснений. Самые ранние объяснения были основаны на психоаналитической теории.
Социально-экономическая или экологическая гипотеза предполагала, что курение является результатом того, что многие люди с шизофренией безработные и неактивны, поэтому курение избавляет от скуки. Исследования показали, что одно это объяснение не может объяснить чрезмерное количество курения среди людей с шизофренией.
Гипотеза личности сосредоточена на связи между курением и более высоким уровнем невротизма и тревожности. Эта гипотеза предполагает, что тревожность как симптом шизофрении может способствовать курению.
Гипотеза психологического инструмента утверждает, что курильщики используют никотин для управления своим психическим состоянием в ответ на различные условия окружающей среды, например, для снижения стресса и управления негативными эмоциями. Исследование этой гипотезы отмечает, что люди с шизофренией часто не могут справиться с проблемами конструктивными способами, поэтому использование курения в качестве психологического инструмента может привести к порочному кругу, в котором все больше и больше курят.
Гипотеза самолечения утверждает, что люди с шизофренией используют никотин для компенсации когнитивного дефицита, возникающего в результате шизофрении, а также антипсихотические препараты, применяемые для лечения шизофрении, или того и другого.
Гипотеза когнитивных эффектов предполагает, что никотин положительно влияет на когнитивные функции, поэтому курение используется для улучшения нейрокогнитивной дисфункции.
В этих гипотезах часто упоминается один фактор — это последствия институционализации и скуки. Однако люди, страдающие шизофренией, курят чаще и дольше, чем другие группы, которые испытывают как институционализацию, так и скуку.
Другой часто упоминаемый фактор — это побочные эффекты нейролептиков. Атипичные нейролептики могут работать против прекращения курения, поскольку такие побочные эффекты отказа от курения, как раздражительное настроение, умственное притупление и повышенный аппетит накладываются на побочные эффекты атипичных нейролептиков. Некоторые также утверждают, что курение снижает побочные эффекты нейролептиков. Однако исследования не показывают никакой связи между курением и применением антипсихотических препаратов после борьбы с шизофренией.
Другой часто упоминаемый фактор — это повышенная острота зрения, связанная с курением, что важно из-за притупления умственных способностей, обнаруживаемого с течением времени при шизофрении. Однако этот эффект испытывают как люди, страдающие шизофренией, так и население в целом, поэтому он не может полностью объяснить рост курения у людей с шизофренией.
Исследование, проведённое в 2003 году с участием более 50 000 шведских призывников, показало, что курение сигарет оказывает небольшое, но значимое защитное действие на риск развития шизофрении в более позднем возрасте. Многие люди с шизофренией курили табачные изделия задолго до того, как у них была диагностирована болезнь, и когортное исследование израильских призывников показало, что у здоровых курильщиков-подростков в будущем вероятность шизофрении больше, чем у их некурящих сверстников.

#### Критика
Одна из основных критических замечаний по поводу социальных и психологических объяснений курения при шизофрении заключается в том, что в большинстве исследований не учитывались личные взгляды пациентов с шизофренией. Исследования, включающие личные точки зрения, показывают, что люди с шизофренией обычно начинают курить по тем же причинам, что и население в целом, включая социальное давление, культурные и социально-экономические факторы. Люди с шизофренией, которые в настоящее время курят, также ссылаются на те же причины курения, что и люди без шизофрении, в первую очередь на расслабление, силу привычки и успокоение нервов. Однако 28 % ссылаются на психиатрические проблемы, включая реакцию на слуховые галлюцинации и уменьшение побочных эффектов лекарств. Основными темами, обнаруживаемыми при изучении личных перспектив, являются привычки и распорядок дня, социализация, расслабление и пристрастие к никотину. Утверждается, что курение обеспечивает структуру и активность, которые могут отсутствовать в жизни людей с серьёзными психическими заболеваниями.
Ещё одна серьёзная критика основана на выводе о том, что связь между курением и шизофренией примерно одинакова во всех культурах. Этот вывод подразумевает, что ассоциация не является исключительно социальной или культурной, но имеет сильный биологический компонент.

### Биологические теории
Биологические теории сосредотачиваются на роли дофамина, особенно на том, как отрицательные симптомы, такие как социальная изоляция и апатия, могут быть вызваны дефицитом дофамина в префронтальной коре, в то время как положительные симптомы, такие как бред и галлюцинации могут быть вызваны избытком дофамина в мезолимбическом пути. Никотин увеличивает выброс дофамина, поэтому предполагается, что курение помогает восполнить дефицит дофамина в префронтальной коре и, таким образом, облегчить негативные симптомы.
Ещё одна область исследований — роль никотиновых рецепторов при шизофрении и курении. Исследования показывают увеличение количества открытых никотиновых рецепторов, что может объяснить патологию как курения, так и шизофрении. Однако другие утверждают, что увеличение количества никотиновых рецепторов является результатом постоянного тяжёлого курения, а не шизофрении.
Другой источник противоречий — связь между курением и сенсорными воротами при шизофрении. Никотин может помочь улучшить слуховой проход, способность отсеивать навязчивые звуки окружающей среды. Это может помочь улучшить концентрацию внимания и уменьшить слуховые галлюцинации, позволяя людям с шизофренией более эффективно воспринимать окружающую среду и участвовать в более плавных двигательных функциях. Однако исследования показывают, что один только этот эффект не может объяснить рост числа курящих.

## Воздействие
Рост курения среди людей с шизофренией имеет ряд последствий для этой группы населения. Одно хорошо задокументированное последствие — рост преждевременной смерти среди людей с шизофренией. Ожидаемая продолжительность жизни среди людей с шизофренией обычно составляет 80-85 % от общей численности населения, что является результатом как неестественных причин, таких как самоубийство, так и естественных причин, таких как сердечно-сосудистые заболевания, для которых курение является важным содействием. Люди, страдающие шизофренией, чаще страдают от курения, смертность от болезней сердца на 30 % выше, а от респираторных заболеваний — на 60 %. 2/3 людей с шизофренией умирают от ишемической болезни сердца по сравнению с менее чем 1/2 населения в целом. Десятилетний риск ишемической болезни сердца значительно повышен у людей с шизофренией, а также диабет и гипертония.
Табакокурение увеличивает метаболизм некоторых нейролептиков, сильно активируя CYP1A2, фермент, который их расщепляет, и между курильщиками и некурящих обнаружена значительная разница в этих уровнях. Для курильщиков клозапина рекомендуется увеличить дозу на 50 %, а для курильщиков оланзапина — на 30 %. Отказ от курения может привести к повышению концентрации антипсихотика, что может привести к токсичности, поэтому необходимо будет контролировать эффекты с целью снижения дозировки; многие симптомы могут заметно ухудшиться, а также возможны крайняя утомляемость и судороги с риском рецидива. Точно так же тем, кто возобновляет курение, может потребоваться соответствующая корректировка дозировки. Эффекты изменения обусловлены соединениями в табачном дыме, а не никотином; использование никотинзаместительной терапии, таким образом, имеет эквивалентный эффект прекращения курения, и мониторинг всё равно будет необходим.
Помимо биологических эффектов курение оказывает глубокое социальное воздействие на людей с шизофренией. Одним из основных последствий является финансовое, поскольку было обнаружено, что люди с шизофренией тратят непропорционально большую часть своего дохода на сигареты. Исследование людей с шизофренией в социальном обеспечении показало, что они тратили в среднем 142 доллара в месяц на сигареты из среднего ежемесячного дохода от социального обеспечения в 596 долларов, или около 27,36 %. Некоторые утверждают, что это приводит к дальнейшим социальным последствиям, поскольку люди с шизофренией не могут тратить деньги на развлечения и общественные мероприятия, которые способствовали бы благополучию, или даже могут быть не в состоянии позволить себе жильё или питание.

## Роль табачной промышленности
Хотя связь между курением и шизофренией хорошо известна, фактором, который следует учитывать в этой связи, является роль табачная промышленность. Исследования, основанные на внутренних отраслевых документах, показывают, что отрасль предпринимает согласованные усилия по укреплению веры в то, что людям с шизофренией нужно курить и что им опасно бросать курить. Такая пропаганда включает в себя мониторинг или поддержку исследований, подтверждающих идею о том, что люди с шизофренией обладают уникальной невосприимчивостью к последствиям курения для здоровья (поскольку это оказалось ложным) и что табак необходим людям, страдающим шизофренией, для самолечения. Промышленность также поставляла сигареты в больничные палаты и поддерживала усилия по блокированию запрета на курение в больницах. Хотя это не дискредитирует эффекты никотина при шизофрении, утверждается, что усилия табачной промышленности замедлили снижение распространённости курения среди людей с шизофренией, а также разработку клинической политики, способствующей прекращению курения.

## Клинические последствия
Учитывая противоречивые данные о стоимости и преимуществах курения, остаётся спорным вопрос о том, какой должна быть клиническая реакция на курение у людей с шизофренией. Исторически сложилось так, что поставщики психиатрических услуг не обращали внимания на курение при шизофрении, исходя из того, что пациенты с серьёзными психическими заболеваниями уже страдают от значительного стресса и инвалидности, и поэтому им следует разрешить заниматься курением как занятием, доставляющим удовольствие, хотя и разрушительное. Также есть исторический прецедент, когда поставщики психиатрических услуг, особенно на условиях пациента, использовали сигареты как способ манипулирования поведением пациента, например, поощряли хорошее поведение сигаретами или воздерживались от сигарет для поощрения согласия на приём лекарств. Однако исследования, показывающие, что устранение даже одного фактора риска заболевания может значительно улучшить долгосрочные результаты для здоровья, привели к тому, что среди клиницистов преобладает точка зрения против курения.
Хотя отказ от курения в настоящее время является целью клиницистов, занимающихся психическим здоровьем, отсутствуют эмпирические исследования, показывающие успешные стратегии для достижения этой цели. Тем не менее, все исследования показали сокращение курения, хотя и не обязательно прекращение курения. Были обнаружены доказательства в поддержку использования бупропиона, заместительной никотиновой терапии, атипичных нейролептиков и когнитивно-поведенческой терапии с замедленным высвобождением. Лучшие результаты наблюдаются при использовании двух или более стратегий прекращения курения, а также у пациентов, использующих атипичные нейролептики, а не типичные нейролептики. Также нет данных об усилении положительных симптомов или побочных эффектов после отказа от курения, в то время как есть данные об уменьшении отрицательных симптомов.
Помимо отказа от курения, распространённость курения среди людей с шизофренией также требует дополнительных мер при оценке со стороны психиатров. Исследователи утверждают, что поставщики должны включать оценку употребления табака в повседневную клиническую практику, а также постоянную оценку здоровья сердечно-сосудистой системы с помощью таких мер, как кровяное давление, и таких диагностических средств, как электрокардиография. Кроме того, существуют этические и практические проблемы: если медицинские учреждения запрещают курение без предоставления альтернатив, особенно потому, что отмена может изменить проявление симптомов и реакцию на лечение, то это может запутать или даже усугубить симптомы. Клиницисты также должны знать о последствиях, которые могут возникнуть в результате отсутствия сигарет, таких как агрессия, проституция, незаконный оборот наркотиков и общие нарушения. Эти последствия указывают на то, что поставщикам медицинских услуг может потребоваться помощь пациентам в приобретении сигарет и/или контроле за их употреблением, хотя это также может вызвать этические проблемы.
Экспериментальные препараты, которые агонируют α7 никотиновые рецепторы ацетилхолина, нацеленные на никотин, такие как GTS-21, были предложены в качестве кандидатов для симптоматического лечения шизофрении.